# Musée d'Hippone
Le musée d'Hippone est un musée à Annaba en Algérie, qui présente le passé de la ville de la préhistoire, aux périodes numide, romaine, hafside, ottomane et coloniale ainsi que des vestiges du site archéologique d'Hippone.

## Historique

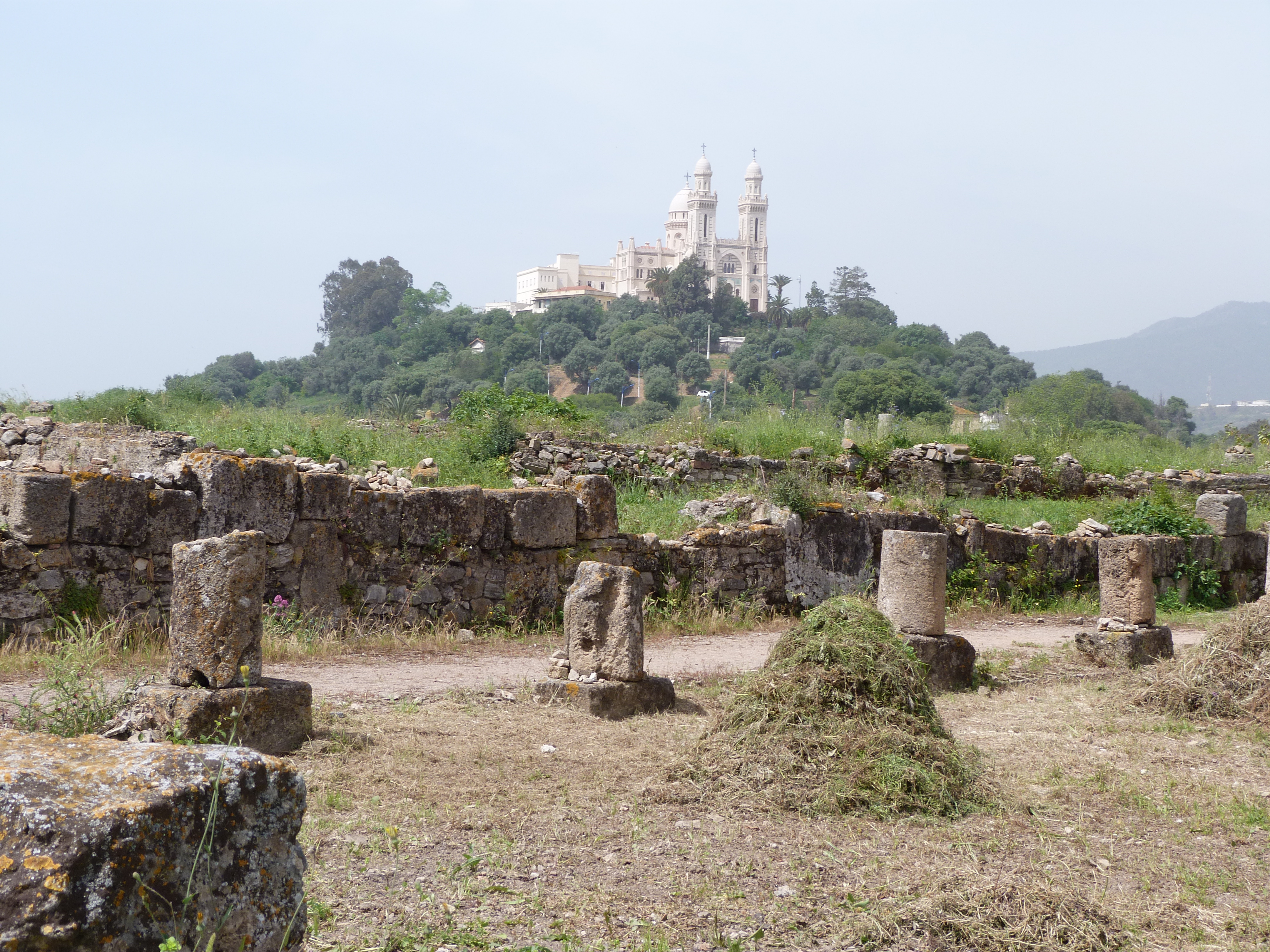
Vue depuis le site archéologique Hippone vers la basilique Saint Augustin

Erigé en 1968, le musée d'Hippone est d’une grande richesse historique, il présente une collection de pièces archéologiques  relatives à la vie civile et religieuse de l'époque romaine trouvées lors des fouilles dans le site archéologique d'Hippone, ainsi que des pièces anciennes trouvées dans d'autres sites archéologiques proches de la wilaya d'Annaba.

## Collections
Le musée abrite plus de 20 000 œuvres de l'Antiquité romaine et des époques ultérieures, ce qui en fait l'une des collections les plus riches du monde. On y trouve notamment des sculptures antiques, céramiques, des pièces de monnaie, des bijoux, des vases en bronze ou en argile cuit, des statuettes de déesses et monarques numides, puniques, romains et de bustes en marbre, des poteries et des mosaïques romaines.

### Armure
- Un trophée en bronze d’environ deux mètres de haut, commémorant la victoire de Jules César sur le roi Juba Ier. Cette représentation d’une cuirasse sur un tronc, a été découverte sur le forum d’Hippo Regius[2].

### Masque

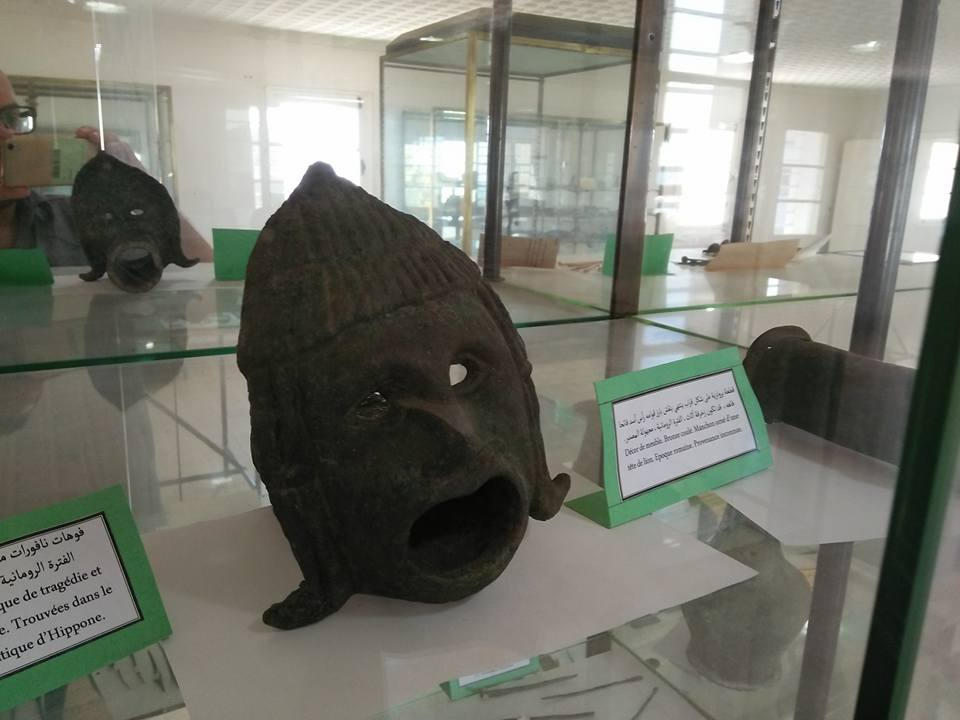
Décor de meuble en forme de tête de lion bouche ouverte, époque romaine

- Figure décorative d'un masque d'acteur comique en marbre, découvert au théâtre antique d'hippone datant du (Ier siècle)
- Le masque de la Gorgone, en marbre blanc qui date de l’époque romaine découvert en 1930 sur le site archéologique d’Hippone

### Statuaire
- Bacchus, dieu de la vigne
- Vénus, déesse de l'amour, de la séduction, de la beauté féminine
- Minerve, déesse de l'artisanat et de la sagesse
- Hercule, une légende de la Mythologie romaine[3].
- Esculape, dieu de la médecine

### Inscriptions et stèles

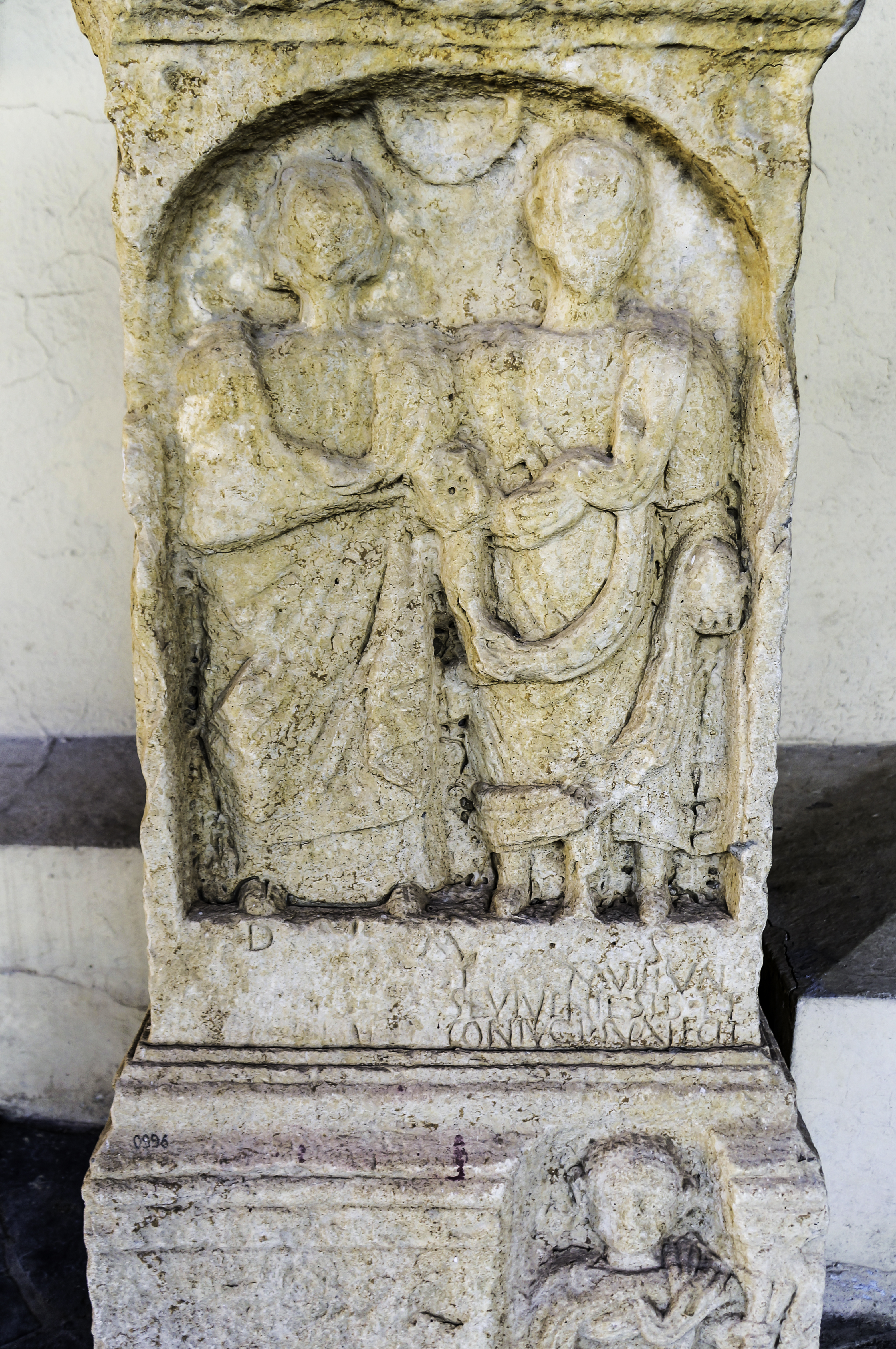
Stèle de l'époque romaine exposée au musée

### Mosaïques

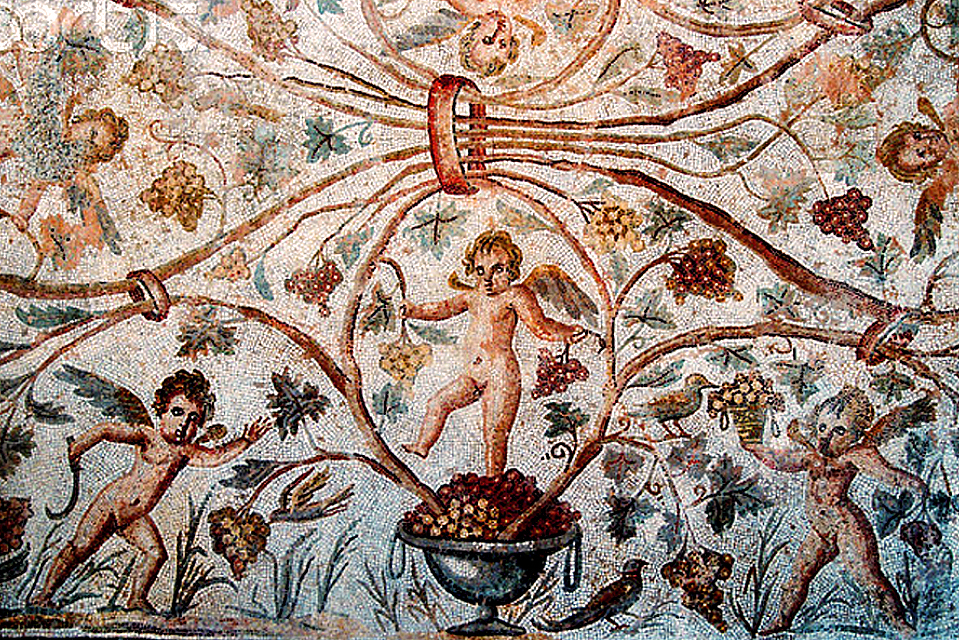
Hippone Mosaïque romaine les Amours vendangeurs

- Mosaïque d'une vue générale d'Hippone
- Mosaïque de la chasse
- Mosaïque d'Oceanus (Poséidon)

## Vandalisme

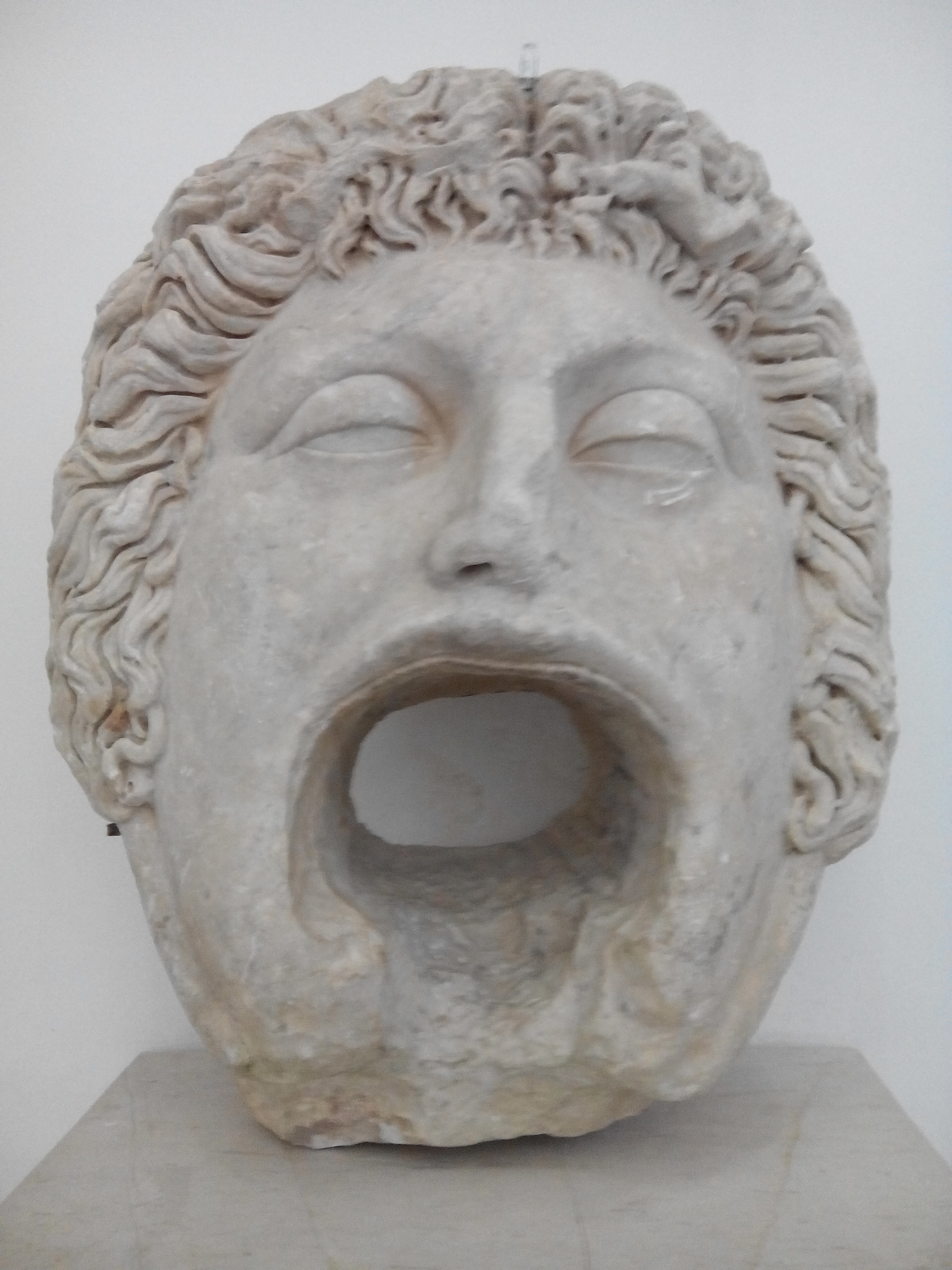
Le masque de Gorgone.

Le masque de Gorgone, pièce archéologique en marbre blanc qui date de l’époque romaine, a été volé en 1996 du site antique d’Hippone, avant d’être retrouvé dans la maison de Mohamed Sakhr El Materi en Tunisie après la révolution qu’a connu ce pays en 2011 et sa récupération par les autorités algériennes en 2014. Cette pièce archéologique de grande valeur a été découverte aux abords de l'antique Hippone en 1930 par l’archéologue français Pierre Choupaut. Le masque de Gorgone est exposé provisoirement à Alger au Musée national des antiquités et des arts islamiques, en attendant la création d’un nouveau musée à Annaba où il sera transféré.
En mois d'août 2020, ce masque a été remis au musée d'Hippone.

## Conservateurs du musée
- Said Dahmani
- Ammar Nouara